# Sally Peake
Sally Peak (ur. 8 lutego 1986) – walijska lekkoatletka specjalizująca się w skoku o tyczce.
W 2014 zdobyła srebrny medal igrzysk Wspólnoty Narodów w Glasgow.
Karierę sportową rozpoczęła od gimnastyki. 
Medalistka mistrzostw Wielkiej Brytanii oraz Walii (także w skoku w dal oraz trójskoku).

## Rekordy życiowe
- skok o tyczce (stadion) – 4,40 (2014)
- skok o tyczce (hala) – 4,42 (2012)